# Tijd
Chansons représentant les Pays-Bas au Concours Eurovision de la chanson
Waterman
(1970) Als het om de liefde gaat
(1972)
Singles de Saskia & Serge
Zomer in Zeeland
(1971) Zie zomer
(1971)
Tijd (« Temps ») »est une chanson écrite par Gerrit den Braber, composée par Joop Stokkermans et interprétée par le duo Saskia & Serge, parue sur leur album Liedjes voor alle tijden et sortie en 1971 en 45 tours.
C'est la chanson représentant les Pays-Bas au Concours Eurovision de la chanson 1971.
Saskia & Serge ont également enregistré la chanson en anglais sous le titre Time ainsi qu'en français sous le titre Le Temps.

## À l'Eurovision

### Sélection
Le 24 février 1971, la chanson Tijd est sélectionnée au moyen du Nationaal Songfestival 1971, organisée par le radiodiffuseur NOS, pour représenter les Pays-Bas au Concours Eurovision de la chanson 1971 le 3 avril à Dublin, en Irlande.

### À Dublin
La chanson est intégralement interprétée en néerlandais, langue officielle des Pays-Bas, comme l'impose la règle de 1966 à 1972. L'orchestre est dirigé par Dolf van der Linden.
Tijd est la quatorzième chanson interprétée lors de la soirée du concours, suivant One Day Love d'Angela Farrell pour l'Irlande et précédant Menina do alto da serra de Tonicha pour le Portugal.
À l'issue du vote, elle obtient 85 points, se classant 6e — ex aequo avec Vita vidder de Family Four pour la Suède — sur 18 chansons,.

## Liste des titres
| A1. | Tijd                       | Joop Stokkermans, Gerrit den Braber |  |
| B1. | Vandaag begint de toekomst | Ad van de Gein, Wim van Dam         |  |

## Historique de sortie
| Pays     | Date | Format   | Label   |
| -------- | ---- | -------- | ------- |
| Pays-Bas | 1971 | 45 tours | Philips |